# Krigsfrivillig personal
Krigsfrivillig personal,så kallade krigsfrivilliga, är en personalgrupp inom Försvarsmakten som med stöd av särskilda föreskrifter och utan att tillhöra en frivillig försvarsorganisation har ingått avtal (krigsfrivilligavtal) med Försvarsmakten om att tjänstgöra frivilligt i befattningar i Försvarsmaktens krigsorganisation.